# Honce
Honce (Hongaars: Kisgencs) is een Slowaakse gemeente in de regio Košice, en maakt deel uit van het district Rožňava.
Honce telt 388 inwoners.